# Markku Alén
Markku Alén (15 de febrer del 1951, Hèlsinki) és un pilot finlandès de ral·lis actualment retirat, que va participar en el Campionat Mundial de Ral·lis organitzat per la FIA, guanyant-lo l'any 1978.
Alén és un dels pilots més coneguts i importants de la història del campionat i un dels coneguts "finlandesos voladors" (Flying Finns). Va començar la seva carrera l'any 1969 conduint un Renault 8. Després va conduir per diferents marques com Volvo, Fiat, Lancia, Subaru, Toyota i Ford. Si bé, els seus principals triomfs els va aconseguir al volant de Lancia.
Abans que s'establís la classificació del campionat de ral·lis per pilots, l'any 1979, Alén va guanyar, l'any 1978, la Copa FIA per pilots, (semblant a la classificació per pilots del 1979) amb Fiat.
Al llarg de la seva trajectòria va aconseguir 19 victòries al WRC, destacant especialment les sis victòries al Ral·li de Finlàndia i les cinc victòries al Ral·li de Portugal.
A part del títol mundial del 1978, també va ser subcampió els anys 1986 i 1988, superat per Juha Kankkunen i Miki Biasion, respectivament, així com tercer classificat els anys 1979, 1983, 1984 i 1987.
L'any 1980 va participar en les 24 hores de Le Mans amb Lancia, compartint vehicle amb els italians Gianfranco Brancatelli i Piercarlo Ghinzani.
Per celebrar el seu 50è aniversari, l'any 2001, ja retirat, va participar en el ral·li de Finlàndia amb un Ford Focus WRC.

## Victòries al WRC
| #  | Ral·li              | Any  | Copilot        | Vehicle                |
| -- | ------------------- | ---- | -------------- | ---------------------- |
| 1  | Ral·li de Portugal  | 1975 | Ilkka Kivimäki | Fiat Abarth 124 Rallye |
| 2  | Ral·li de Finlàndia | 1976 | Ilkka Kivimäki | Fiat Abarth 131 Rallye |
| 3  | Ral·li de Portugal  | 1977 | Ilkka Kivimäki | Fiat Abarth 131 Rallye |
| 4  | Ral·li de Finlàndia | 1978 | Ilkka Kivimäki | Fiat Abarth 131 Rallye |
| 5  | Ral·li de Portugal  | 1978 | Ilkka Kivimäki | Fiat Abarth 131 Rallye |
| 6  | Ral·li de Sanremo   | 1978 | Ilkka Kivimäki | Lancia Stratos HF      |
| 7  | Ral·li de Finlàndia | 1979 | Ilkka Kivimäki | Fiat Abarth 131 Rallye |
| 8  | Ral·li de Finlàndia | 1980 | Ilkka Kivimäki | Fiat Abarth 131 Rallye |
| 9  | Ral·li de Portugal  | 1981 | Ilkka Kivimäki | Fiat Abarth 131 Rallye |
| 10 | Tour de Còrsega     | 1983 | Ilkka Kivimäki | Lancia Rally 037       |
| 11 | Ral·li de Sanremo   | 1983 | Ilkka Kivimäki | Lancia Rally 037       |
| 12 | Tour de Còrsega     | 1984 | Ilkka Kivimäki | Lancia Rally 037       |
| 13 | Ral·li Olympus      | 1986 | Ilkka Kivimäki | Lancia Delta S4        |
| 14 | Ral·li de Portugal  | 1987 | Ilkka Kivimäki | Lancia Delta HF 4WD    |
| 15 | Ral·li Acròpolis    | 1987 | Ilkka Kivimäki | Lancia Delta HF 4WD    |
| 16 | Ral·li de Finlàndia | 1987 | Ilkka Kivimäki | Lancia Delta HF 4WD    |
| 17 | Ral·li de Suècia    | 1988 | Ilkka Kivimäki | Lancia Delta HF 4WD    |
| 18 | Ral·li de Finlàndia | 1988 | Ilkka Kivimäki | Lancia Delta Integrale |
| 19 | RAC Ral·li          | 1988 | Ilkka Kivimäki | Lancia Delta Integrale |